# Blato
För andra betydelser, se Blato (olika betydelser).
Blato är en stad på ön Korčula i Dalmatien, Kroatien. Blato har 3680 bofasta invånare.
Själva staden är en av de äldsta bosättningarna på Korčula och ligger mitt i den västra delen av ett fält. Området Blato tros ha blivit bebott under romartiden.